# Heinrich Ernst von Hoff
Heinrich Ernst von Hoff (* 29. September 1782 in Gotha; † 11. März 1851 in Frankfurt am Main) war ein deutscher Offizier und Beamter.

## Leben
Heinrich Ernst von Hoff wurde als Sohn des Johann Christian von Hoff (1722–1801), Geheimer Assistenzrat und Mitglied des Herzoglichen Ministeriums und dessen Ehefrau Johanna Friederike Sophie (1751–1806), eine Tochter des Heinrich Ludwig von Avemann (1696–1761), Geheimer Oberkonsistorialrat in Gotha, geboren. Seine Brüder waren:
- Karl Ernst Adolf von Hoff, Naturforscher und Geologe;
- Georg Wilhelm Friedrich von Hoff (* 3. Februar 1779 in Gotha; † 1862), Major und Platzkommandant in Vlissingen.

Im Februar 1798 trat er als Junker in das königliche preußische Infanterieregiment von Götze in Berlin ein und wurde 1799 zum Offizier befördert. 1803 wurde er zum Regiment No. 59 Wartensleben nach Erfurt und später zu den Grenadieren dieses Regimentes nach Mühlhausen versetzt.
1806 war er beteiligt an der Schlacht bei Auerstedt. Das preußische Truppenkorps wurde komplett zersprengt und er geriet mitten in die französischen Linien. Nur durch List und Mut konnte er einer Gefangennahme entgehen, benötigte dann jedoch Wochen, bevor er sich bei Boizenburg an der Elbe einer preußischen Truppenabteilung anschließen konnte. Mit diesem Truppenteil stieß er auf das in Richtung Lübeck marschierende Korps von Gebhard Leberecht von Blücher. Er war an den Kämpfen mit den Franzosen um und in Lübeck beteiligt; hierbei wurde ihm der linke Arm zerschmettert und er geriet in französische Gefangenschaft. Nach Abschluss des Tilsiter Friedens wurde er als Hauptmann verabschiedet und konnte Lübeck im April 1807 verlassen.
Er reiste über Mühlhausen nach Gotha und fand dort eine Anstellung, bei der er an den Arbeiten beteiligt war, als von Deutschland eine topographische Karte erstellt wurde, die aus 204 Blättern bestand, deren Herausgabe das geographische Institut in Weimar begonnen hatte.
Im Mai 1808 gelang es ihm, eine Anstellung als Hauptmann in württembergischen Diensten zu erhalten. Er war am 15. Juli 1809, nach Ausbruch des Tiroler Volksaufstandes  am Gefecht bei Eglof beteiligt und wurde abermals schwer verwundet, dies führte dazu, dass er seinen Dienst quittierte und um eine Anstellung im Zivildienst bat.
1809 wurde er zum Postmeister in Biberach ernannt und im April 1812 erfolgte seine Beförderung zum Oberpostmeister in Tübingen. 1822 wurde er zur Generalpostdirektion nach Frankfurt am Main berufen und 1823 zum Generalpostdirektionsrat ernannt.
Sowohl in seiner militärischen Laufbahn, als auch in seinem zivilen Werdegang fertigte er topographische und postalische Kartenwerke an, die zum Teil im Druck herausgegeben wurden.
Heinrich Ernst von Hoff war in 1. Ehe mit Clara Elisabeth von Werking und in 2. Ehe mit Wilhelmine von Moser (* 8. August 1790 in Neuenbürg; † 20. März 1861 in Stuttgart)

## Auszeichnungen
- 1809 erhielt er das Ritterkreuz des württembergischen Militärverdienstordens, weil er sich bei den Gefechten bei Eglof persönlich ausgezeichnet hatte.
- 1836 erhielt er für seine postalischen Verdienste das Ritterkreuz des Ordens der Württembergischen Krone.

## Karten (Auswahl)
- Charte vom Koenigreich Würtemberg. Walch, Augsburg 1812.
- Charte vom Königreich Würtemberg: nach der Gränz-Berichtigung von 1810 und mit Benutzung der neuesten u. zuverlässigsten Hülfsmitteln auf 6 Blättern. Walch, Augsburg 1819 (Digitalisat).
- Karte des würtembergischen Donau Kreises. Stuttgart 1843 (Digitalisat).
- Karte des württembergischen Schwarzwald-Kreises. Stuttgart 1845 (Digitalisat).
- Karte des württembergischen Jaxt-Kreises. Stuttgart 1846 (Digitalisat).
- Karte des Würtembergischen Neckar-Kreises. Stuttgart 1847 (Digitalisat).